# Grand Prix automobile d'Autriche 2000
GP précédent GP suivant
Le Grand Prix automobile d'Autriche 2000 (Grosser A1 Preis von Österreich 2000), disputé sur l'A1 Ring en Autriche le 16 juillet 2000, est la 656e épreuve de l'histoire du championnat du monde de Formule 1 courue depuis 1950 et la dixième manche du championnat 2000.

## Classement
| Pos. | No | Pilote                | Écurie             | Tours | Temps/Abandon                      | Grille | Points |
| ---- | -- | --------------------- | ------------------ | ----- | ---------------------------------- | ------ | ------ |
| 1    | 1  | Mika Häkkinen         | McLaren-Mercedes   | 71    | 1 h 28 min 15 s 818 (208,454 km/h) | 1      | 10     |
| 2    | 2  | David Coulthard       | McLaren-Mercedes   | 71    | + 12 s 535                         | 2      | 6      |
| 3    | 4  | Rubens Barrichello    | Ferrari            | 71    | + 30 s 795                         | 3      | 4      |
| 4    | 22 | Jacques Villeneuve    | BAR-Honda          | 70    | + 1 tour                           | 7      | 3      |
| 5    | 10 | Jenson Button         | Williams-BMW       | 70    | + 1 tour                           | 18     | 2      |
| 6    | 17 | Mika Salo             | Sauber-Petronas    | 70    | + 1 tour                           | 9      | 1      |
| 7    | 8  | Johnny Herbert        | Jaguar-Ford        | 70    | + 1 tour                           | 16     |        |
| 8    | 20 | Marc Gené             | Minardi-Fondmetal  | 70    | + 1 tour                           | 20     |        |
| 9    | 16 | Pedro Diniz           | Sauber-Petronas    | 70    | + 1 tour                           | 11     |        |
| 10   | 12 | Alexander Wurz        | Benetton-Playlife  | 70    | + 1 tour                           | 14     |        |
| 11   | 7  | Luciano Burti         | Jaguar-Ford        | 69    | + 2 tours                          | 21     |        |
| 12   | 21 | Gaston Mazzacane      | Minardi-Fondmetal  | 68    | + 3 tours                          | 22     |        |
| Abd. | 23 | Ricardo Zonta         | BAR-Honda          | 58    | Moteur                             | 6      |        |
| Abd. | 9  | Ralf Schumacher       | Williams-BMW       | 52    | Freins                             | 19     |        |
| Abd. | 15 | Nick Heidfeld         | Prost-Peugeot      | 41    | Collision                          | 13     |        |
| Abd. | 14 | Jean Alesi            | Prost-Peugeot      | 41    | Collision                          | 17     |        |
| Abd. | 18 | Pedro de la Rosa      | Arrows-Supertec    | 32    | Boîte de vitesses                  | 12     |        |
| Abd. | 19 | Jos Verstappen        | Arrows-Supertec    | 14    | Boîte de vitesses                  | 10     |        |
| Abd. | 5  | Heinz-Harald Frentzen | Jordan-Mugen-Honda | 4     | Moteur                             | 15     |        |
| Abd. | 3  | Michael Schumacher    | Ferrari            | 0     | Collision                          | 4      |        |
| Abd. | 6  | Jarno Trulli          | Jordan-Mugen-Honda | 0     | Collision                          | 5      |        |
| Abd. | 11 | Giancarlo Fisichella  | Benetton-Playlife  | 0     | Collision                          | 8      |        |

## Pole position et record du tour
- Pole position : Mika Häkkinen en 1 min 10 s 410 (vitesse moyenne : 220,827 km/h).
- Meilleur tour en course : David Coulthard en 1 min 11 s 783 au 67e tour (vitesse moyenne : 216,603 km/h).

## Tours en tête
- Mika Häkkinen : 67 (1-38 / 43-71)
- David Coulthard : 4 (39-42)

## Statistiques
- 16e victoire pour Mika Häkkinen.
- 128e victoire pour McLaren en tant que constructeur.
- 33e victoire pour Mercedes en tant que motoriste.
- 1er Grand Prix pour Luciano Burti qui remplace Eddie Irvine malade.
- McLaren Racing se voit retirer les 10 points marqués par Mika Häkkinen parce qu'un boîtier électronique de la monoplace ne disposait pas du nombre de scellés réglementaires.
- La course est neutralisée lors des deux premiers tours à la suite de l'accrochage entre Michael Schumacher et Jarno Trulli.